# Джессіка Меїр
Джессіка Ульріка Мейр (Меїр) (англ. Jessica Ulrika Meir; нар. 1 липня 1977, Карибу, штат Мен, США) — американська астронавтка, вчена у галузі біології.

## Життєпис
Джессіка Мейр народилася 1 липня 1977 року в місті Карибу (штат Мен, США).
У 1995 році, після закінчення середньої школи в місті Карибу, вступила до Браунського університету в місті Провіденс (Род-Айленд), який закінчила у 1999 році й здобула ступінь бакалавра в галузі біології. 2000 року здобула ступінь магістра наук з космічних досліджень у Міжнародному університеті космічних досліджень.
У 2000—2003 роках працювала в Лабораторії досліджень людського організму корпорації «Локхід-Мартін» в Космічному центрі НАСА ім. Джонсона, де брала участь у дослідженнях фізіології людини в період польотів Спейс шаттлів і МКС. У вересні 2002 року брала участь в експерименті NEEMO-4 у підводній лабораторії НАСА «Акваріус». Під час підготовки матеріалу для дисертації проводила дослідження фізіології підводного плавання морських ссавців і птахів, у тому числі вивчала зменшення вмісту кисню у імператорських пінгвінів на узбережжі Антарктиди і морських слонів у Північній Каліфорнії. 2009 року здобула докторський ступінь з морської біології (фізіологія дайвінгу) в Інституті океанографії ім. Скріппса при Каліфорнійському університеті в Сан-Дієго, штат Каліфорнія.
Під час проходження постдокторантури в Університеті Британської Колумбії проводила експерименти з польоту гусей в аеродинамічній трубі і вивчала особливості фізіологічних змін в організмі під час кисневого голодування.
У 2012 році стала ад'юнкт-професором у Гарвардській медичній школі/Массачусетському госпіталі в Бостоні, де вивчала фізіологію тварин в екстремальних умовах. Брала участь у підводних експедиціях Смітсонівського інституту в Антарктиді та Белізі.

## Космічна підготовка

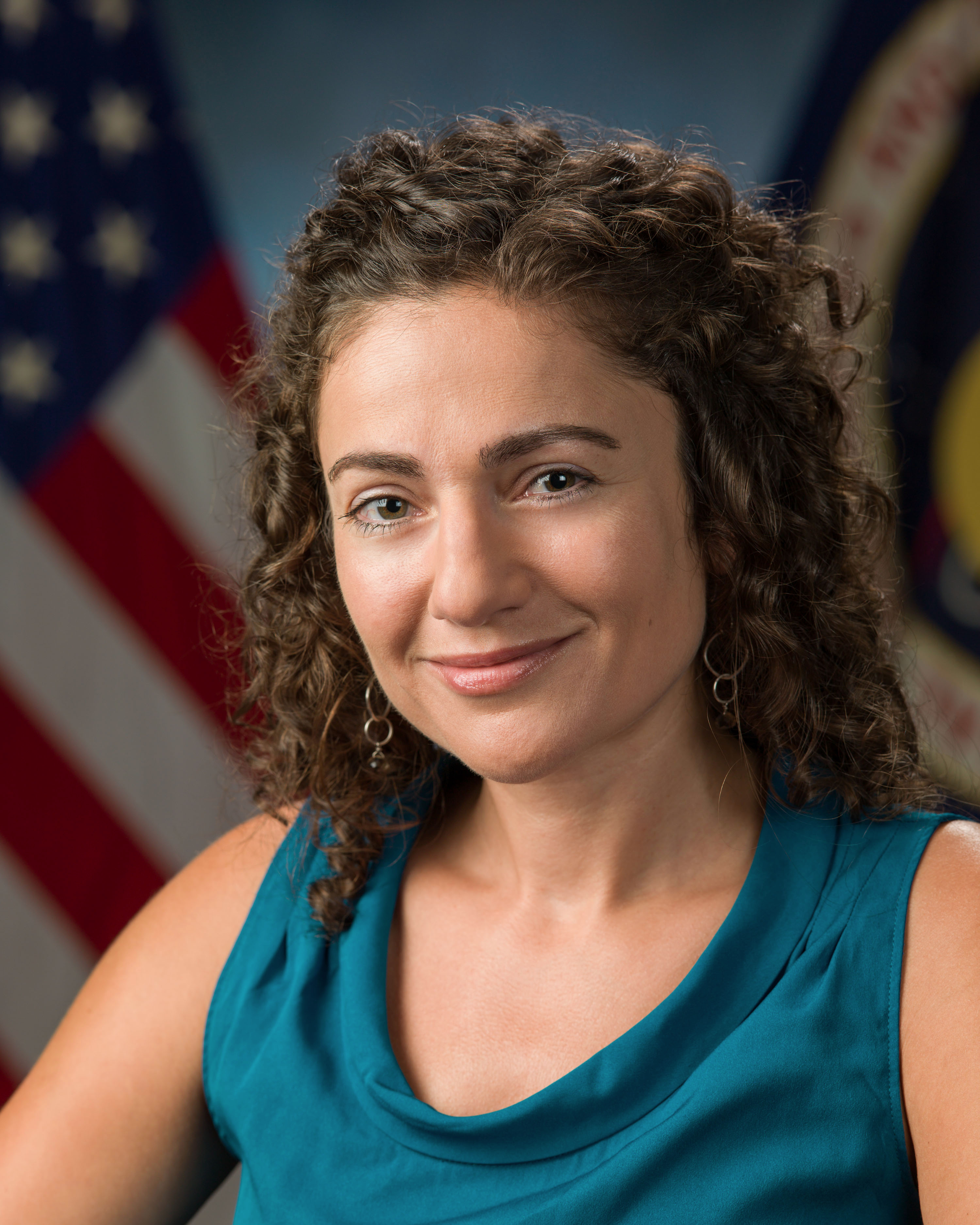
Мейр в 2013 році

У 2008 році була серед фіналістів для включення в число кандидатів 20-го набору астронавтів НАСА, викликаних на співбесіду в Космічний центр імені Ліндона Джонсона.
17 червня 2013 року була зарахована в загін астронавтів 21-го набору НАСА як кандидат в астронавти. У серпні 2013 року розпочала проходження курсу базової загальнокосмічної підготовки. 9 липня 2015 року отримала статус активного астронавта.
22 січня 2018 року розпочала до проходження підготовки в Центрі підготовки космонавтів імені Ю. А. Гагаріна як бортінженер транспортного пілотованого корабля «Союз МС» і бортінженер МКС у складі дублюючого екіпажу космічної експедиції МКС-60/61. Підготовка в ЦПК Джесіки Меїр триватиме до травня 2019 року.
19 червня 2018 року на сайті Центру підготовки космонавтів з'явилося повідомлення, що вона включена в дублюючий екіпаж ЦПК «Союз МС-12» (МКС-59/60), старт якого призначений на 1 березня 2019 року.

## Космічний політ
Перший політ здійснила у складі екіпажу корабля Союз МС-15 як бортінженер. Старт відбувся 25 вересня 2019 року. Бере участь в роботі 61-ї та 62-ї експедиції на МКС.
19 жовтня 2019 Джессіка Мейр, спільно з Крістіною Кох, вперше в історії космонавтики здійснила одночасний вихід у відкритий космос двох жінок-астронавток.

## Захоплення
Меїр захоплюється лижним спортом, пішими походами, бігом, велоспортом, футболом, плаванням і дайвінгом. Брала участь в експедиції в Гімалаї. Отримала ліцензію пілота-аматора. Вивчає шведську мову.